# José Luis Gadea
José Luis Gadea, más conocido por su seudónimo Hoski (Montevideo, 1988) es un escritor, docente, performer y músico uruguayo.

## Biografía
Junto a los poetas Miguel Avero, Santiago Pereira y Regina Ramos coordina el taller de estimulación a la lectoescritura poética para adolescentes Orientación Poesía.
Ha colaborado en las revistas Paréntesis, Henciclopedia y Lento, en el periódico La Diaria y en los suplementos Incorrecta de La Diaria y Revista Ajena de Brecha.
De 2010 a 2018 integró la banda musical La Nelson Olveira.

## Publicaciones
- Poemas de Amor (Impresora Gráfica, 2010).
- Hacia Ítaca (Yaugurú, 2011).
- Ningún lugar (Estuario Editora, 2017). ISBN 978-9974-720-77-0.
- En el camino de los perros, antología crítica de poesía uruguaya ultrajoven (autores varios; Estuario Editora, 2018). ISBN 978-9974-882-41-6.
- Goes to Goes (Pez en el hielo, 2021). ISBN 9789915932330.